# Kolumbianische Fußballnationalmannschaft/Weltmeisterschaften
Der Artikel beinhaltet eine ausführliche Darstellung der kolumbianischen Fußballnationalmannschaft bei Fußball-Weltmeisterschaften. Die Kolumbianer nahmen bisher fünfmal an Weltmeisterschaften teil. Das beste Abschneiden ist das Erreichen des Viertelfinales 2014, in dem sie gegen Gastgeber Brasilien ausschieden, aber mit James Rodríguez den Torschützenkönig stellten. Auch für 2018 konnte sich die Mannschaft wieder qualifizieren.

## Übersicht
| Jahr | Gastgeberland          | Teilnahme bis …    | Letzte(r) Gegner            | Ergebnis | Trainer            | Bemerkungen und Besonderheiten |
| ---- | ---------------------- | ------------------ | --------------------------- | -------- | ------------------ | --- |
| 1930 | Uruguay                | nicht teilgenommen |                             |          |                    | Kein FIFA-Mitglied |
| 1934 | Italien                | nicht teilgenommen |                             |          |                    | Kein FIFA-Mitglied |
| 1938 | Frankreich             | zurückgezogen      |                             |          |                    | |
| 1950 | Brasilien              | nicht teilgenommen |                             |          |                    | |
| 1954 | Schweiz                | nicht teilgenommen |                             |          |                    | |
| 1958 | Schweden               | nicht qualifiziert |                             |          |                    | In der Qualifikation an Paraguay gescheitert |
| 1962 | Chile                  | Vorrunde           | Uruguay, UdSSR, Jugoslawien | 14.      | Adolfo Pedernera   | Das 4:4 gegen die Sowjetunion ist das torreichste Remis innerhalb der normalen Spielzeit. |
| 1966 | England                | nicht qualifiziert |                             |          |                    | In der Qualifikation an Chile gescheitert |
| 1970 | Mexiko                 | nicht qualifiziert |                             |          |                    | In der Qualifikation am späteren Weltmeister Brasilien gescheitert |
| 1974 | Deutschland            | nicht qualifiziert |                             |          |                    | In der Qualifikation an Uruguay gescheitert |
| 1978 | Argentinien            | nicht qualifiziert |                             |          |                    | In der Qualifikation an Brasilien gescheitert |
| 1982 | Spanien                | nicht qualifiziert |                             |          |                    | In der Qualifikation an Peru gescheitert |
| 1986 | Mexiko                 | nicht qualifiziert |                             |          |                    | In der Qualifikation am späteren Weltmeister Argentinien gescheitert |
| 1990 | Italien                | Achtelfinale       | Kamerun                     | 14.      | Francisco Maturana | Niederlage in der Verlängerung |
| 1994 | USA                    | Vorrunde           | Rumänien, USA, Schweiz      | 19.      | Francisco Maturana | Kolumbien schied als Gruppenletzter aus. Andrés Escobar, Schütze eines Eigentores gegen die USA, wurde kurz danach vor einer Bar in Medellín erschossen. |
| 1998 | Frankreich             | Vorrunde           | Rumänien, Tunesien, England | 21.      | Hernán Darío Gómez | |
| 2002 | Südkorea/Japan         | nicht qualifiziert |                             |          |                    | In der Südamerika-Qualifikation belegte Kolumbien nur den 6. Platz. Die ersten Vier, darunter der spätere Weltmeister Brasilien, qualifizierten sich direkt, Uruguay als Fünfter über die Play-offs gegen Australien. |
| 2006 | Deutschland            | nicht qualifiziert |                             |          |                    | In der Südamerika-Qualifikation, die wieder im Liga-System zwischen allen südamerikanischen Mannschaften ausgetragen wurde, belegte Kolumbien wieder nur den 6. Platz. Die ersten Vier qualifizierten sich direkt, Uruguay als Fünfter scheiterte diesmal in den Play-offs gegen Australien.                                                                                           |
| 2010 | Südafrika              | nicht qualifiziert |                             |          |                    | In der Südamerika-Qualifikation, die wieder im Liga-System zwischen allen südamerikanischen Mannschaften ausgetragen wurde, belegte Kolumbien nur den 7. Platz. Die ersten Vier qualifizierten sich direkt, Uruguay als Fünfter über die Play-offs gegen Costa Rica. |
| 2014 | Brasilien              | Viertelfinale      | Brasilien                   | 5.       | José Pekerman      | In der Südamerika-Qualifikation, die wieder im Liga-System zwischen allen südamerikanischen Mannschaften (außer Brasilien) ausgetragen wurde, qualifizierte sich Kolumbien am 11. Oktober 2013 durch ein 3:3 gegen Chile vorzeitig. Nach drei Siegen in der Gruppenphase schlug Kolumbien Uruguay im Achtelfinale mit 2:0, verlor allerdings im Viertelfinale mit 1:2 gegen Brasilien. |
| 2018 | Russland               | Achtelfinale       | England                     | 9.       | José Pekerman      | In der Südamerika-Qualifikation, die wieder im Liga-System zwischen allen südamerikanischen Mannschaften ausgetragen wurde, qualifizierte sich Kolumbien als Viertplatzierter, noch vor Peru, welches in die Play-offs musste. Nach zwei Siegen und einer Niederlage in der Gruppenphase unterlag Kolumbien England im Achtelfinale mit 4:5 nach Elfmeterschießen.                     |
| 2022 | Katar                  | nicht qualifiziert |                             |          |                    | In der Südamerika-Qualifikation, die wieder im Liga-System zwischen allen südamerikanischen Mannschaften ausgetragen wurde, belegte Kolumbien nur den 6. Platz. Die ersten Vier qualifizierten sich direkt, die fünfte Mannschaft spielt im interkontinentalen Play-off gegen Neuseeland.                                                                                              |
| 2026 | Kanada, Mexiko und USA |                    |                             |          |                    | In der im September 2023 begonnenen Qualifikation treten wieder alle zehn CONMEBOL-Mitglieder in Hin- und Rückspielen gegeneinander an. Die sechs bestplatzierten Mannschaften qualifizieren sich direkt für die WM-Endrunde 2026. Der Siebtplatzierte nimmt als südamerikanischer Teilnehmer am WM-Play-off-Turnier im März 2026 teil.                                                |

Statistik (Angaben inkl. 2022: 22 Weltmeisterschaften; Prozentangaben sind gerundet)

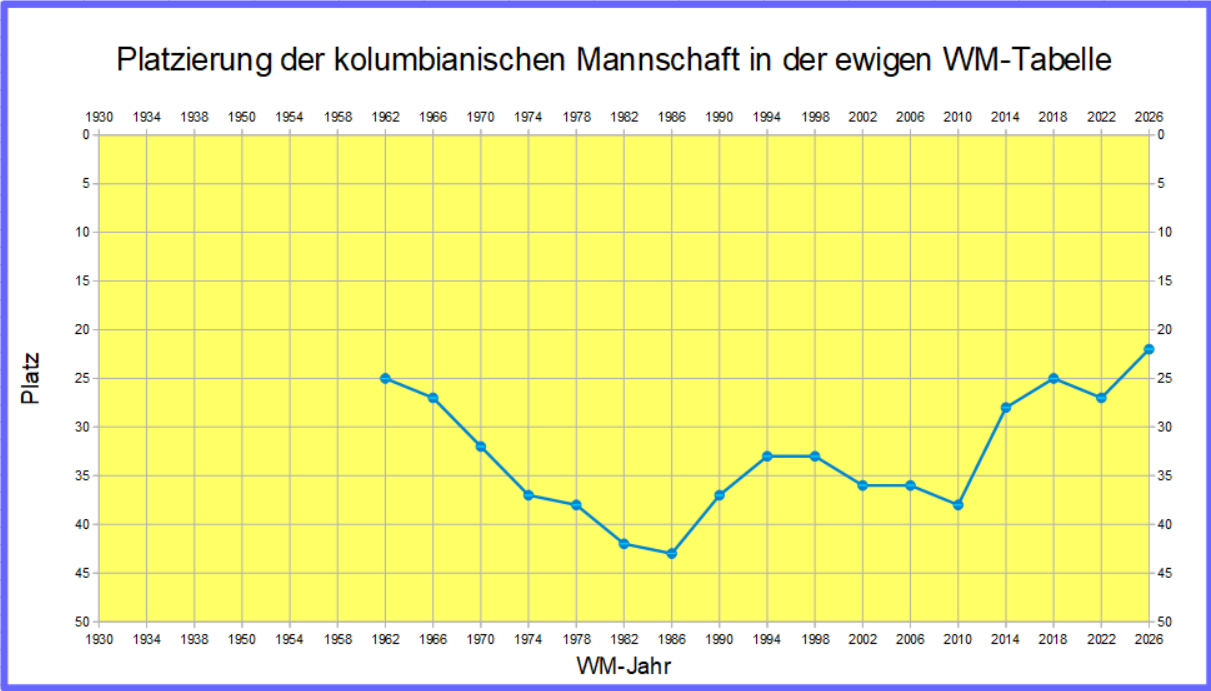
Platzierung der kolumbianischen Mannschaft in der ewigen WM-Tabelle

- Teilnahmeverzicht: 5× (22,7 %; 1930 bis 1954)
- Nicht qualifiziert: 11× (50 %; 1958, 1966, 1970, 1974, 1978, 1982, 1986, 2002, 2006, 2010 und 2022)
- Sportliche Qualifikation: 6× (27,3 % bzw. bei 35,3 % der Versuche)
  - Vorrunde: 3× (13,6 %; 1962, 1994 und 1998)
  - Achtelfinale: 2× (9 %; 1990 und 2018)
  - Viertelfinale: 1× (4,5 %; 2014)

### 1930 bis 1954
Die Federación Colombiana de Fútbol wurde zwar bereits 1924 gegründet, trat aber erst 1936 der FIFA bei und konnte so nicht an den ersten beiden WM-Turnieren teilnehmen. Für 1938 hatte Kolumbien zwar zunächst gemeldet, verzichtete dann aber wie Costa Rica, Mexiko, El Salvador und Niederländisch-Guayana, die ihnen zugelost worden waren. Für 1950 und 1954 erfolgte keine Anmeldung.

### 1958 in Schweden
Für die Fußball-Weltmeisterschaft 1958 wollte sich die kolumbianische Mannschaft dann erstmals qualifizieren und musste gegen Paraguay und Uruguay antreten. Am 16. Juli 1957 bestritten die Kolumbianer in Bogotá ihr erstes WM-Qualifikationsspiel und erreichten gegen Uruguay ein 1:1. Bei diesem Punkt blieb es, denn die anderen drei Spiele wurden verloren, so dass Kolumbien sich als Gruppendritter nicht qualifizieren konnte.

### 1962 in Chile
Besser lief es vier Jahre später in der Qualifikation für die WM in Chile. Am 30. April 1961 gelang mit einem 1:0 gegen Peru in Bogotá der erste Sieg in einem WM-Qualifikationsspiel. Ein 1:1 im Rückspiel in Lima reichte für die erste WM-Teilnahme.
In Chile trafen die Kolumbianer am 30. Mai 1962 in ihrem ersten WM-Spiel auf Ex-Weltmeister Uruguay und verloren mit 1:2. Es ist bis heute das letzte Vorrundenspiel zwischen zwei südamerikanischen Mannschaften bei einer WM. Im zweiten WM-Spiel erkämpften sie ein 4:4 gegen die Sowjetunion, neben dem 4:4 n. V. zwischen England und Belgien bei der WM 1954 das bis heute torreichste Unentschieden bei einer WM und das einzige Länderspiel, in dem der sowjetische Torhüter Lew Jaschin vier Tore hinnehmen musste. Das letzte Gruppenspiel gegen Jugoslawien ging dann mit 0:5 verloren und als Gruppenletzter verabschiedeten sich die Kolumbianer für 28 Jahre von der WM-Bühne.

### 1966 in England
Für die WM in England musste sich Kolumbien in einer Gruppe mit Ecuador und Chile qualifizieren. Kolumbien konnte nur das Heimspiel in Barranquilla gegen Chile gewinnen, verlor aber die drei anderen Spiele und schied als Gruppendritter aus. Chile und Ecuador machten den Startplatz bei der WM in einem Entscheidungsspiel unter sich aus, das Chile zu seinen Gunsten entschied.

### 1970 in Mexiko
Erneut konnten sich die Kolumbianer nicht qualifizieren. In einer Gruppe mit Brasilien, Paraguay und Venezuela belegte Kolumbien nur den dritten Platz, der nicht zur Qualifikation reichte. Dabei wurde nur das Heimspiel gegen Venezuela gewonnen und in Venezuela ein Unentschieden erreicht. Gegen Brasilien und Paraguay wurden alle Spiele verloren.

### 1974 in der Bundesrepublik Deutschland
In der Qualifikation zur WM 1974 in der BRD musste Kolumbien gegen Uruguay und Ecuador antreten. Am Ende waren Uruguay und Kolumbien zwar punktgleich, die Uruguayer hatten aber die bessere Tordifferenz, so dass für Kolumbien nur der undankbare zweite Platz blieb, obwohl sie gegen Uruguay nicht verloren und in Uruguay sogar gewonnen hatten. Aber zwei Remisspiele gegen Ecuador waren dann für die Punktausbeute zu wenig.

### 1978 in Argentinien
Für die vierte WM in Südamerika konnten sich neben Gastgeber Argentinien nur noch zwei weitere südamerikanische Mannschaften qualifizieren. Die Qualifikation um die beiden Plätze wurde in zwei Runden gespielt, aber Kolumbien schied bereits in der ersten Runde gegen Brasilien und Paraguay aus und konnte lediglich gegen Paraguay zwei Remis erreichen, verlor aber beide Spiele gegen den Rekordweltmeister.

### 1982 in Spanien
In der Qualifikation für die WM in Spanien konnte sich Kolumbien nicht gegen Peru und Uruguay durchsetzen. Beide Heimspiele endeten nur remis und die Auswärtsspiele wurden verloren, so dass am Ende Peru die Nase vorn hatte und sich danach erst wieder für die WM 2018 qualifizieren konnte.

### 1986 in Mexiko
Eigentlich war Kolumbien für die WM 1986 als Gastgeber qualifiziert, da aber Kolumbien die Auflagen der FIFA nicht erfüllen konnte, wurde 1983 von der FIFA Mexiko zum neuen Austragungsort bestimmt und Kolumbien musste in die Qualifikation. Die Qualifikation wurde über zwei Runden geführt, wobei sich die drei Gruppensieger direkt qualifizierten. Vier weitere Mannschaften spielten den vierten Startplatz aus. Zu diesen gehörte Kolumbien, das in der Gruppenphase in einer Vierergruppe hinter Argentinien und Peru nur Platz 3 belegt hatte. In der zweiten Runde scheiterten sie dann an Paraguay.

### 1990 in Italien
Für die zweite WM in Italien war Kolumbien in eine Qualifikationsgruppe mit Paraguay und Ecuador gelost worden. Mit einem Punkt Vorsprung setzte sich Kolumbien gegen Paraguay durch. Als schlechtester Gruppensieger musste Kolumbien aber noch gegen den Ozeanien-Sieger antreten. Dies war Israel und nach einem 1:0 im Heimspiel und einem 0:0 im Rückspiel, konnte Kolumbien zum zweiten Mal an der WM-Endrunde teilnehmen.
In Italien kamen sie im ersten Gruppenspiel zu ihrem ersten WM-Sieg: Gegen WM-Neuling Vereinigte Arabische Emirate wurde mit 2:0 gewonnen. Im zweiten Spiel unterlagen sie dann aber mit 0:1 gegen Jugoslawien. Im letzten Gruppenspiel gegen den späteren Weltmeister Deutschland hielten sie lange ein 0:0, mussten dann aber in der 88. Minute das 0:1 hinnehmen. Nahezu postwendend gelang ihnen aber in der zweiten Minute der Nachspielzeit der Ausgleich, so dass sie als bester Gruppendritter ins Achtelfinale einzogen. Dort trafen sie auf die Überraschungsmannschaft aus Kamerun, die im Eröffnungsspiel Titelverteidiger Argentinien besiegt hatte. Nach torlosen 90 Minuten ging es zum ersten Mal für die Kolumbianer bei einer WM in die Verlängerung. In dieser erzielte der 38-jährige Roger Milla zwei Tore für die Afrikaner. Das Tor zum 1:2 durch Bernardo Redín reichte nicht, um das Spiel noch einmal zu drehen. Kamerun stand damit als erste afrikanische Mannschaft in einem WM-Viertelfinale, verlor dort aber gegen England in der Verlängerung. Kolumbien hatte immerhin erstmals die Vorrunde überstanden und gegen den späteren Weltmeister Deutschland nicht verloren.

### 1994 in den Vereinigten Staaten
Für die WM in den USA war Kolumbien in eine Qualifikationsgruppe mit Argentinien, Paraguay und Peru gelost worden. Überraschend qualifizierten sich die Kolumbianer als Gruppensieger vor Argentinien, das sich aber als Gruppenzweiter in den interkontinentalen Playoffs gegen Australien ebenfalls qualifizieren konnte. Durch die Qualifikationssiege, insbesondere das 5:0 in Argentinien gegen den Ex-Weltmeister, galten die Kolumbianer als WM-Geheimfavorit.
In den USA trafen die Kolumbianer im ersten Gruppenspiel auf Rumänien und verloren mit 1:3. Auch das zweite Gruppenspiel gegen den Gastgeber USA wurde durch ein Eigentor von Andrés Escobar mit 1:2 verloren, der vermutlich aufgrund dieses Eigentores wenige Tage nach der WM vor einer Bar in Medellín erschossen wurde. Der 2:0-Sieg im letzten Gruppenspiel gegen die Schweiz war dann nutzlos, denn als Gruppenletzter schied Kolumbien aus.

### 1998 in Frankreich
Für die Fußball-Weltmeisterschaft 1998 traten erstmals alle südamerikanischen Mannschaften außer Titelverteidiger Brasilien, der automatisch qualifiziert war, in einer gemeinsamen Gruppe an und spielten im Jeder-gegen-jeden-Modus vier Plätze aus. Kolumbien konnte sich letztlich als Dritter der Südamerikagruppe qualifizieren.
In Frankreich trafen sie wie vier Jahre zuvor im ersten Gruppenspiel auf Rumänien und verloren mit 0:1. Im zweiten Spiel gegen Tunesien gelang ein 1:0, so dass im letzten Spiel gegen England, das gegen Rumänien ebenfalls verloren hatte, ein Sieg zum Erreichen der K.-o.-Runde gereicht hätte. Aber mit einem 0:2 verabschiedete sich Kolumbien für 16 Jahre von der WM-Bühne und Rekordnationalspieler Carlos Valderrama beendete seine Nationalmannschaftskarriere.

### 2002 in Japan und Südkorea
Bei der Qualifikation zur Fußball-Weltmeisterschaft 2002 in Japan und Südkorea traten alle 10 südamerikanischen Mannschaften wieder in einer gemeinsamen Gruppe an und spielten im Jeder-gegen-jeden-Modus. Kolumbien wurde hinter den punktgleichen Uruguayern nur Gruppensechster und verpasste damit die interkontinentalen Playoffspiele. Verspielt wurde die Qualifikation insbesondere durch Heimniederlagen gegen Paraguay und Peru.

### 2006 in Deutschland
Auch für die WM 2006 in Deutschland konnten sich die Kolumbianer nicht qualifizieren. Wieder reichte es nur zu Platz 6 hinter Uruguay und am Ende fehlte nur ein Punkt, um mindestens die interkontinentalen Playoff-Spiele zu erreichen. Dieser Punkt wurde im vorletzten Spiel durch ein Remis gegen Chile verspielt. Allerdings konnte sich Uruguay auch nicht in den interkontinentalen Playoffs gegen Australien durchsetzten, das damit erstmals nach 32 Jahren wieder bei der Endrunde dabei war.

### 2010 in Südafrika
Die Qualifikation zur Fußball-Weltmeisterschaft 2010 in Südafrika verlief für Kolumbien noch etwas schlechter. Punktgleich mit Ecuador wurde nur der siebte Platz belegt, wieder einen Punkt hinter den Uruguayern, die erneut den Weg über die interkontinentalen Playoff-Spiele gehen mussten, um sich erfolgreich zu qualifizieren. Und wieder war Chile am vorletzten Spieltag der Stolperstein: Diesmal wurde das Heimspiel sogar mit 2:4 verloren. Bei einem Sieg wäre die Teilnahme an den interkontinentalen Playoffs gelungen.

### 2014 in Brasilien

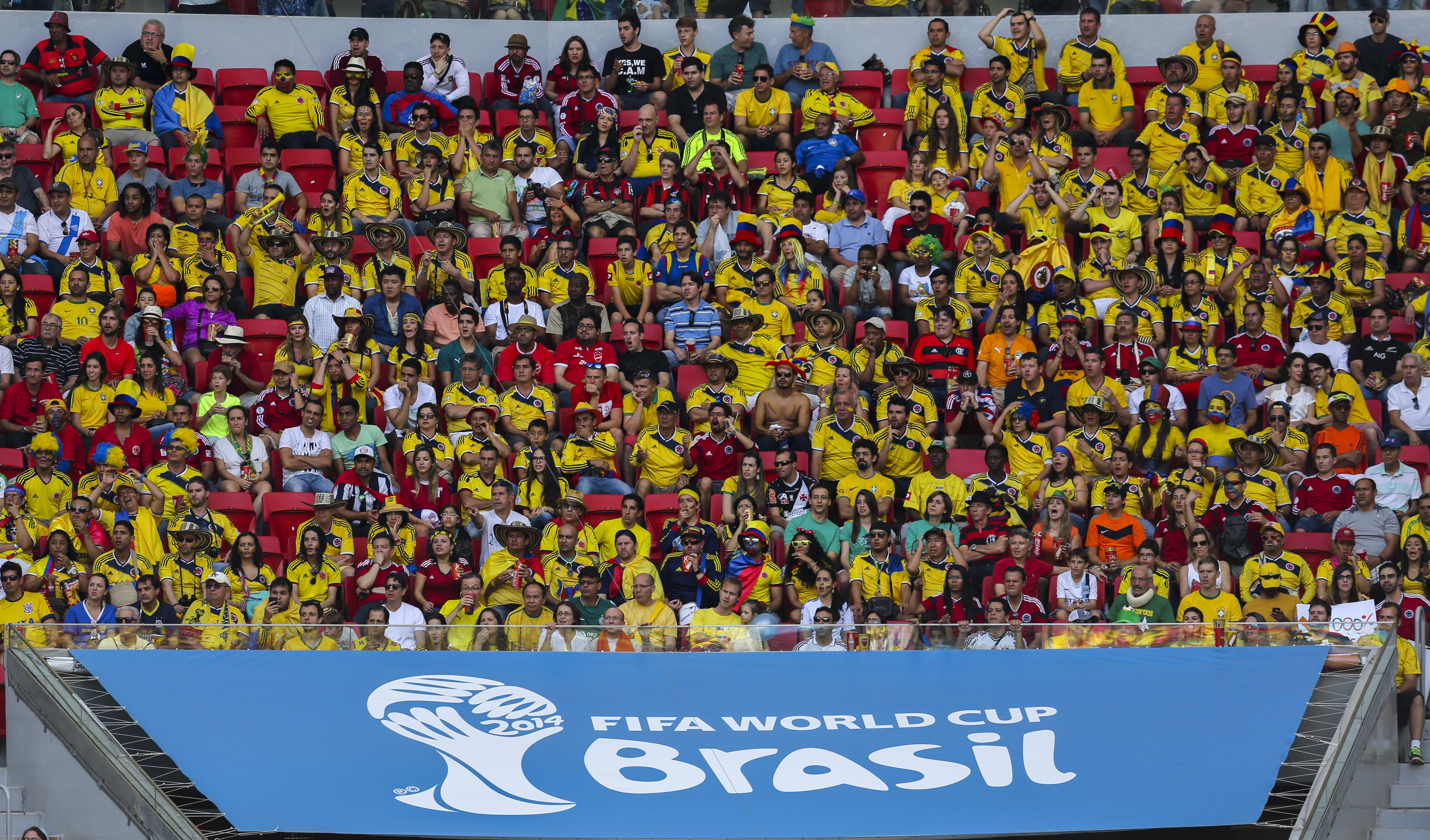
Kolumbianische Fans beim Spiel gegen die Elfenbeinküste

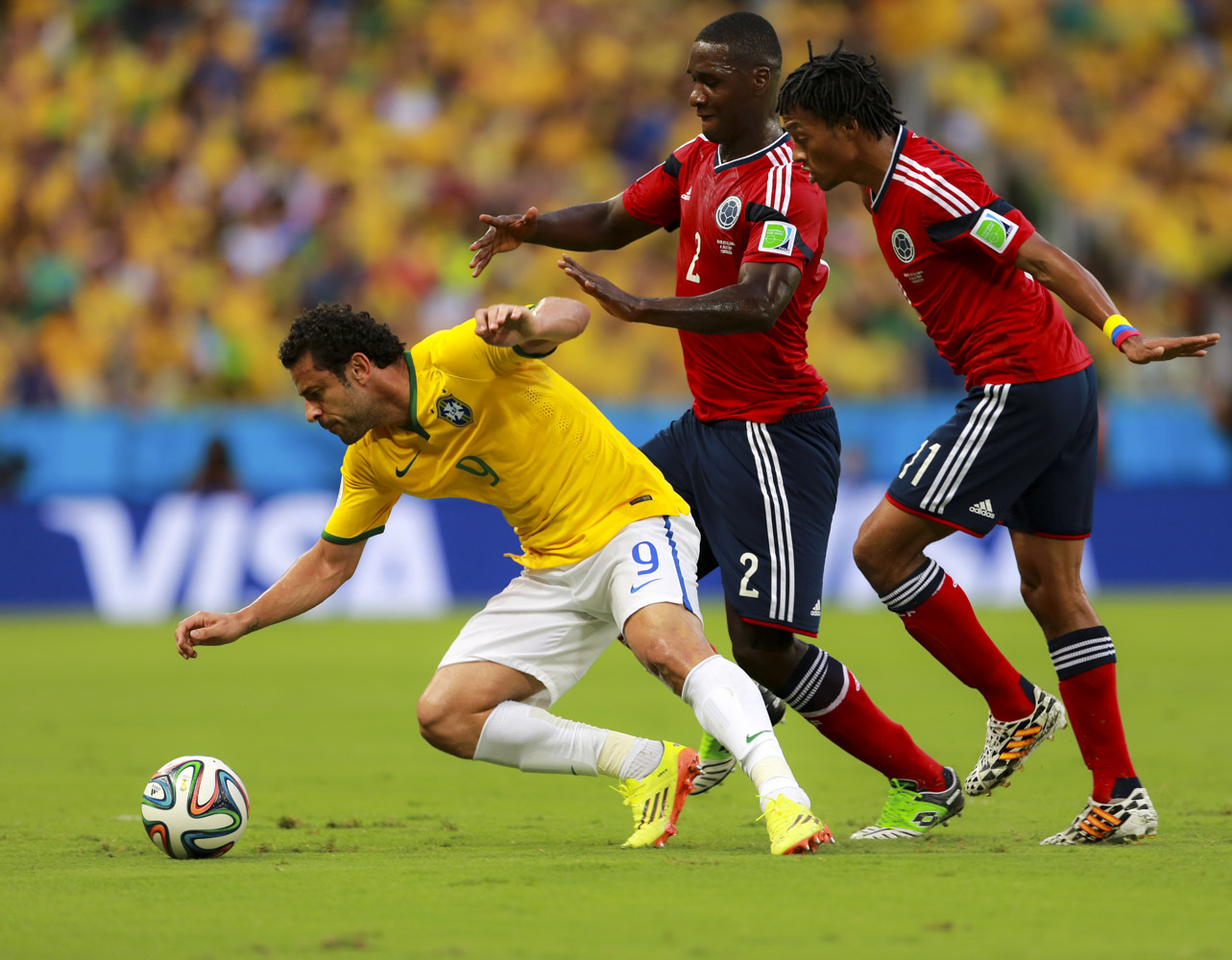
Szene aus dem Viertelfinalspiel gegen Brasilien

Auf dem Weg zur Weltmeisterschaft 2014 qualifizierte sich Kolumbien als Zweiter der Südamerikagruppe mit nur zwei Punkten Rückstand hinter den erstplatzierten Argentiniern. Genau wie der zweifache Weltmeister hatte man neun Siege eingefahren und konnte am vorletzten Spieltag trotz eines 3:3 gegen Chile die vorzeitige Qualifikation perfekt machen.
In Brasilien wurden die Kolumbianer in eine Gruppe mit Griechenland, der Elfenbeinküste und Japan gelost. Im ersten Spiel gewannen sie mit 3:0 gegen Griechenland, das zweite Spiel gegen die Elfenbeinküste wurde mit 2:1 gewonnen und mit einem 4:1 gegen Japan im letzten Gruppenspiel wurden sie erstmals ungeschlagen Gruppensieger. Im Achtelfinale trafen sie auf Ex-Weltmeister Uruguay und erreichten durch zwei Tore von James Rodríguez erstmals das Viertelfinale. In diesem trafen sie auf Gastgeber Brasilien und unterlagen mit 1:2. Mit sechs Toren wurde James Rodríguez aber als erster Kolumbianer Torschützenkönig einer WM.

### 2018 in Russland
In der Qualifikation traten seit Oktober 2015 wieder alle zehn CONMEBOL-Mitglieder in Hin- und Rückspielen gegeneinander an. Die besten vier Mannschaften qualifizierten sich direkt, der Fünfte musste gegen ein Mitglied einer anderen Konföderation in Playoff-Spielen antreten. Kolumbien startete mit einem Heimsieg gegen Peru, verlor dann aber in Uruguay. Dann gelang zwar ein 1:1 bei Südamerikameister Chile, aber im letzten Spiel im Jahr 2015 wurde erstmals nach fünf Jahren wieder ein Heimspiel verloren und wie beim letzten Mal erneut gegen Argentinien, das damit den ersten Sieg in der Qualifikation einfuhr. 2016 gewann Kolumbien dann zunächst drei Spiele, verlor anschließend aber in Brasilien und konnte von den nächsten vier Spielen nur eins gewinnen. Das Jahr 2017 begann mit zwei Siegen für die Kolumbianer, so dass sie da sich die anderen Mannschaften auch gegenseitig Punkte wegnahmen vor den letzten vier Spielen hinter den bereits für die WM qualifizierten Brasilianern auf dem zweiten Platz lagen, aber nur vier Punkte Vorsprung vor dem Sechsten hatten. In den folgenden Spielen trafen sie dreimal auf Gegner, die noch hinter ihnen lagen, konnten davon aber kein Spiel gewinnen und nur zwei Punkte holen. Dennoch reichte es um sich als Vierter direkt für die WM zu qualifizieren.
In Russland verloren sie das Auftaktspiel mit 1:2 gegen Japan. Dabei mussten sie 87 Minuten in Unterzahl spielen, da Carlos Sánchez bereits in der dritten Minute nach einem Handspiel zur Verhinderung eines Gegentores die Rote Karte erhalten hatte. Zwar konnten sie den Rückstand nach dem gleichzeitig verhängten und verwandelten Handelfmeter in der 39. Minute ausgleichen, in der 73. Minute gerieten sie aber wieder in Rückstand, den sie dann nicht mehr ausgleichen konnten. Im zweiten Spiel setzten sie sich dann mit 3:0 gegen Polen durch und sicherten sich durch ein 1:0 gegen den Senegal im letzten Gruppenspiel den Gruppensieg. Dabei musste aber bereits in der 31. Minute der Torschützenkönig der letzten WM ausgewechselt werden und James konnte dann auch im Achtelfinale gegen England nicht eingesetzt werden. In diesem mussten sie nach einer torlosen ersten Halbzeit in der 57. Minute einen Gegentreffer durch einen vom späteren Torschützenkönig Harry Kane verwandelten Foulelfmeter hinnehmen. Nach dieser Führung gaben die bis dahin dominierenden Engländer aber das Heft aus der Hand und Kolumbien drängte auf den Ausgleich. Es dauerte aber bis in die dritte Minute der Nachspielzeit, bis die Bemühungen Früchte trugen und Verteidiger Yerry Mina, der schon gegen den Senegal den Siegtreffer erzielt hatte, die englische Führung ausgleichen konnte. Da die folgende Verlängerung torlos blieb, kam es zum Elfmeterschießen, in dem beide Torhüter je einen Elfmeter halten konnten. Da aber Mateus Uribe zudem seinen Elfmeter an die Latte schoss, während alle anderen Schützen erfolgreich waren, gewann England erstmals ein WM-Elfmeterschießen und Kolumbien schied aus. In der ewigen WM-Tabelle verbesserten sich die Kolumbianer aber um drei Plätze.

### 2022 in Katar
In der Qualifikation traten wieder alle zehn CONMEBOL-Mitglieder in Hin- und Rückspielen gegeneinander an. Aufgrund der COVID-19-Pandemie startete die Qualifikation statt im März erst im Herbst 2020 und ohne Zuschauer. Kolumbien konnte von den ersten vier Spielen nur das erste Spiel gewinnen, das zweite endete remis und die nächsten beiden wurden verloren. Nach dem vierten Spiel wurde Nationaltrainer Carlos Queiroz entlassen. Sein Nachfolger wurde Reinaldo Rueda, der die Kolumbianer schon von 2004 bis 2006 betreut hatte. Unter ihm gab es im Juni 2021 einen 3:0-Sieg in Peru und ein Remis, gefolgt von zwei Remis und einem Sieg im September. Im Oktober gab es drei torlose Remis gegen Uruguay, Brasilien und Ecuador. Das Jahr wurde dann mit einer 0:1-Niederlage in Brasilien und einem weiteren torlosen Remis gegen Paraguay abgeschlossen. Das WM-Jahr 2022 begann Kolumbien mit zwei 0:1-Niederlagen – daheim gegen Peru und in Argentinien. Zwar wurden dann die beiden letzten Spiele gegen Bolivien und in Venezuela gewonnen, dies reichte aber nicht mehr um zumindest den fünften Platz für die Teilnahme am interkontinentalen Play-off zu erreichen.

### Weltmeisterschaft 2026
Für die erste WM in drei Ländern – Kanada, Mexiko und die USA – wurde die Zahl der Teilnehmer auf 48 erhöht und den südamerikanischen Mannschaften zwei feste Plätze mehr zugestanden, so dass sich nun sechs CONMEBOL-Mitglieder direkt qualifizieren können. In der im September 2023 begonnenen Qualifikation treten wieder alle zehn CONMEBOL-Mitglieder in Hin- und Rückspielen gegeneinander an. Der Siebtplatzierte nimmt als südamerikanischer Teilnehmer am WM-Play-off-Turnier im März 2026 teil. In die Qualifikation startete Kolumbien mit einem Sieg gegen Venezuela, dem drei Remis folgten.

## Rangliste der kolumbianischen WM-Spieler mit den meisten Einsätzen
01. Carlos Valderrama – 10 bei 3 Turnieren
02. Juan Cuadrado, David Ospina und Freddy Rincón – je 9 bei 3 Turnieren
05. James Rodríguez – 8 bei 2 Turnieren
06. Santiago Arias, Leonel Alvarez, Andres Escobar, Luis Herrera und Carlos Sánchez – 7 bei 2 Turnieren
11. Luis Carlos Perea und Adolfo Valencia – je 6 bei 2 Turnieren
13. Pablo Armero, Gabriel Gómez und Cristian Zapata – je 5 bei 2 Turnieren

## Rangliste der kolumbianischen WM-Spieler mit den meisten Toren
01. James Rodríguez – 6 Tore
02. Yerry Mina – 3 Tore

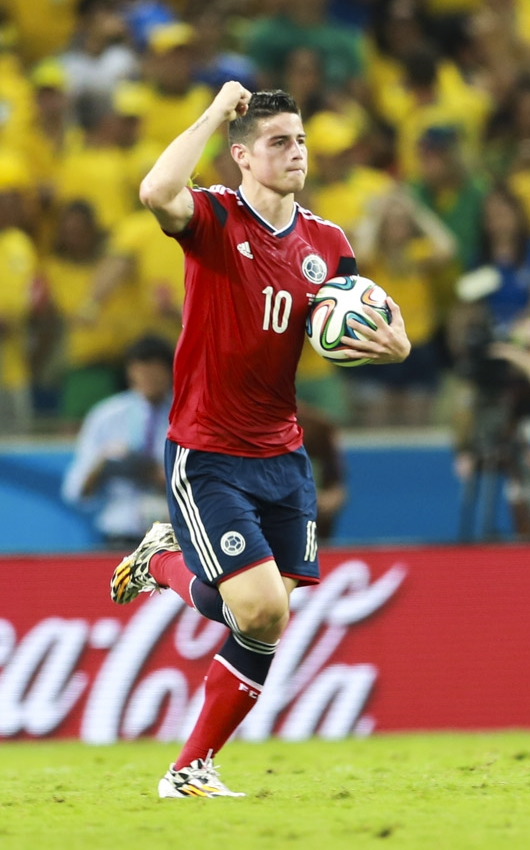
James Rodríguez, bester kolumbianischer WM-Torschütze und erster kolumbianischer WM-Torschützenkönig

03. Juan Cuadrado, Jackson Martínez, Juan Quintero, Bernardo Redín und Adolfo Valencia – je 2 Tore

## WM-Kapitäne
- 1962: Francisco Zuluaga (1. Spiel), Efraín Sánchez (2. und 3. Spiel[7])
- 1990, 1994, 1998: Carlos Valderrama
- 2014: Mario Yepes (1. und 2. Spiel, Achtel- und Viertelfinale), David Ospina (3. Spiel)
- 2018: Falcao

## Bei Weltmeisterschaften gesperrte Spieler
- 1990: Im Achtelfinale erhielt Gabriel Gómez die zweite gelbe Karte. Da Kolumbien ausschied, hatte diese keinen Effekt.
- 1994: Leonel Álvarez und Carlos Valderrama erhielten im letzten Gruppenspiel die zweite gelbe Karte. Da Kolumbien ausschied, hatten diese keinen Effekt.
- 1998: José Santa erhielt im zweiten Gruppenspiel die zweite gelbe Karte und war für letzte Gruppenspiel gegen England gesperrt.
- 2018: Carlos Sánchez erhielt im ersten Gruppenspiel die rote Karte wegen Handspiel im Strafraum zur Verhinderung eines Tores. Die zweite gelbe Karte, die Wílmar Barrios im Achtelfinale erhielt, hat keine Auswirkung, da Kolumbien ausschied.

## Anteil der im Ausland spielenden Spieler im WM-Kader
Legionäre spielten in den ersten drei WM-Kadern der Kolumbianer keine große Rolle. 1998 waren es dann schon mehr als die Hälfte und 2014 wurden nur noch drei in Kolumbien spielende Spieler berufen.
| Jahr (Spiele) | Anzahl (Länder) | Spieler (Einsätze) |
| ------------- | --- | --- |
| 1962 (3)      | 0 | |
| 1990 (4)      | 2 (1 in Frankreich, 1 in der Schweiz) | Carlos Valderrama (4); Andrés Escobar (4) |
| 1994 (3)      | 4 (1 in Argentinien, 1 in Brasilien, 1 in Deutschland, 1 in Italien)                                                                                                  | Faryd Mondragón (0); Freddy Rincón (3); Adolfo Valencia (3); Faustino Asprilla (3) |
| 1998 (3)      | 12 (5 in Argentinien, 2 in Brasilien, 1 in Ecuador, 1 in England, 1 in Italien, 1 in Spanien, 1 in den USA)                                                           | Jorge Bermúdez (3), Iván Córdoba (0), Óscar Córdoba (0), Faryd Mondragón (3), Mauricio Serna (3); Víctor Aristizábal (3), Freddy Rincón (3); Antony de Ávila (2); Hámilton Ricard (1); Faustino Asprilla (1); Harold Lozano (3); Carlos Valderrama (3) |
| 2014 (5)      | 20 (4 in Argentinien, 1 in Deutschland, 1 in England, 3 in Frankreich, 6 in Italien, 1 in den Niederlanden, 2 in Portugal, 2 in Spanien)                              | Éder Álvarez (0), Carlos Carbonero (1), Teófilo Gutiérrez (1), Carlos Valdés (1); Adrián Ramos (3); Pablo Armero (5); Abel Aguilar (3), David Ospina (5), James Rodríguez (5); Juan Cuadrado (5), Fredy Guarín (3), Víctor Ibarbo (2), Mario Yepes (4), Cristián Zapata (4), Juan Zúñiga (4); Santiago Arias (3); Jackson Martínez (3), Juan Quintero (3); Carlos Bacca (1), Carlos Sánchez (4) |
| 2018 (4)      | 20 (2 in Argentinien, 1 in Brasilien, 1 in Deutschland, 3 in England, 1 in Frankreich, 2 in Italien, 2 in Mexiko, 1 in den Niederlanden, 1 in Paraguay, 6 in Spanien) | Wílmar Barrios (3), Juan Quintero (4); Miguel Borja (1); James Rodríguez (3); José Izquierdo (1), David Ospina (4), Davinson Sánchez (4); Falcao (4); Juan Cuadrado (4), Cristian Zapata (1); Óscar Murillo (1), Mateus Uribe (3); Santiago Arias (4); Farid Díaz; Carlos Bacca (3), Jefferson Lerma (4), Yerry Mina (3), Johan Mojica (4), Luis Muriel (2), Carlos Sánchez (3)                 |

## Spiele
Die Kolumbianer bestritten bisher 22 WM-Spiele. Davon wurden neun gewonnen, zehn verloren und drei endeten remis. Zwei Remis-Spiele mussten verlängert werden, da ein Sieger ermittelt werden musste. Davon wurde je ein Spiel dann in der Verlängerung und im Elfmeterschießen verloren.
Die Kolumbianer nahmen nie am Eröffnungsspiel teil und spielten zweimal gegen den Gastgeber: 1994 in der Vorrunde und 2014 im Viertelfinale.
Die Kolumbianer spielten einmal (1990) gegen den späteren Weltmeister, aber nie gegen den Titelverteidiger.
Die Kolumbianer trafen einmal auf WM-Neulinge: 1990/VAE
| Alle WM-Spiele |            |                      |                              |   |                      |               | |
| Nr.            | Datum      | Ergebnis             | Gegner                       |   | Austragungsort       | Anlass        | Bemerkungen |
| 1              | 30.05.1962 | 1:2                  | Uruguay                      | * | Arica (CHL)          | Vorrunde      | |
| 2              | 03.06.1962 | 4:4                  | Sowjetunion                  | * | Arica (CHL)          | Vorrunde      | Erstes Spiel gegen die Sowjetunion                                                                                            |
| 3              | 07.06.1962 | 0:5                  | Jugoslawien                  | * | Arica (CHL)          | Vorrunde      | Erstes Spiel gegen Jugoslawien                                                                                                |
| 4              | 09.06.1990 | 2:0                  | Vereinigte Arabische Emirate | * | Bologna (ITA)        | Vorrunde      | Erstes Spiel einer südamerikanischen Mannschaft gegen die Vereinigten Arabischen Emirate                                      |
| 5              | 14.06.1990 | 0:1                  | Jugoslawien                  | * | Bologna (ITA)        | Vorrunde      | |
| 6              | 19.06.1990 | 1:1                  | BR Deutschland               | * | Mailand (ITA)        | Vorrunde      | Erstes Spiel gegen Deutschland                                                                                                |
| 7              | 23.06.1990 | 1:2 n. V.            | Kamerun                      | * | Neapel (ITA)         | Achtelfinale  | Erstes Spiel gegen Kamerun |
| 8              | 18.06.1994 | 1:3                  | Rumänien                     | * | Los Angeles (USA)    | Vorrunde      | Erstes Spiel gegen Rumänien                                                                                                   |
| 9              | 22.06.1994 | 1:2                  | Vereinigte Staaten           | A | Los Angeles (USA)    | Vorrunde      | 78. und letztes Länderspiel von Luis Carlos Perea                                                                             |
| 10             | 26.06.1994 | 2:0                  | Schweiz                      | * | San Francisco (USA)  | Vorrunde      | |
| 11             | 15.06.1998 | 0:1                  | Rumänien                     | * | Lyon (FRA)           | WM-Vorrunde   | |
| 12             | 22.06.1998 | 1:0                  | Tunesien                     | * | Montpellier (FRA)    | WM-Vorrunde   | Erstes Spiel gegen Tunesien                                                                                                   |
| 13             | 26.06.1998 | 0:2                  | England                      | * | Lens (FRA)           | WM-Vorrunde   | 111. und letztes Länderspiel von Carlos Valderrama                                                                            |
| 14             | 14.06.2014 | 3:0                  | Griechenland                 | * | Belo Horizonte (BRA) | Vorrunde      | |
| 15             | 19.06.2014 | 2:1                  | Elfenbeinküste               | * | Brasília (BRA)       | Vorrunde      | Erstes Spiel gegen die Elfenbeinküste                                                                                         |
| 16             | 24.06.2014 | 4:1                  | Japan                        | * | Cuiabá (BRA)         | Vorrunde      | Der in der 85. Minute eingewechselte Torhüter Faryd Mondragón wird mit 43 Jahren und 3 Tagen ältester WM-Spieler aller Zeiten |
| 17             | 28.06.2014 | 2:0                  | Uruguay                      | * | Rio de Janeiro (BRA) | Achtelfinale  | |
| 18             | 04.07.2014 | 1:2                  | Brasilien                    | A | Fortaleza (BRA)      | Viertelfinale | |
| 19             | 19.06.2018 | 1:2                  | Japan                        | * | Saransk, (RUS)       | Gruppenspiel  | |
| 20             | 24.06.2018 | 3:0                  | Polen                        | * | Kasan (RUS)          | Gruppenspiel  | |
| 21             | 28.06.2018 | 1:0                  | Senegal                      | * | Samara (RUS)         | Gruppenspiel  | |
| 22             | 03.07.2018 | 1:1 n. V., 3:4 i. E. | England                      | * | Moskau (RUS)         | Achtelfinale  | |

### Höchste Siege und Niederlagen
Die kolumbianische Mannschaft erzielte ihre höchsten Siege gegen folgende Länder bei WM-Turnieren:
- Elfenbeinküste: Vorrunde 2014 2:1 (einziges Spiel gegen die Elfenbeinküste)
- Griechenland: Vorrunde 2014 3:0
- Japan: Vorrunde 2014 4:1
- Polen: Vorrunde 2018 3:0
- Schweiz: Vorrunde 1994 2:0 (zudem ein 3:1 in einem Freundschaftsspiel)
- Senegal: Vorrunde 2018 1:0
- Vereinigte Arabische Emirate: Vorrunde 1990 2:0 (einziges Spiel gegen die VAE)

Gegen folgende Länder kassierte die kolumbianische Mannschaft ihre höchsten Niederlagen bei WM-Turnieren:
- Japan: Vorrunde 2018 1:2 (erste Niederlage gegen Japan)
- Jugoslawien: Vorrunde 1962 0:5
- Kamerun: Achtelfinale 1990 1:2 (zudem ein 0:1 im Confed-Cup Halbfinale 2003)
- Rumänien: Vorrunde 1994 1:3

## Rekorde
- Faryd Mondragón war bis 2018 der älteste Teilnehmer bei einer WM: im Alter von 43 Jahren und 3 Tagen kam er bei der WM 2014 zum Einsatz, wurde 2018 aber vom Ägypter Essam El-Hadary abgelöst, der bei seinem Einsatz 45 Jahren und fünf Monate alt war-
- Die torreichsten Unentschieden: Kolumbien – Sowjetunion 4:4 (1962/Vorrunde) und England – Belgien 4:4 n. V. (3:3, 2:1) (1954/Vorrunde)
- Meiste Zuschauer in einem Qualifikationsspiel: 162.764 beim 0:6 gegen Brasilien am 9. März 1977 in Rio de Janeiro

### Negativrekorde
- Meiste Gegentore bei einem Turnier: 1962, 11 in 3 Spielen
- Letzter Südamerikameister, der sich für die anschließende WM nicht qualifizieren konnte: 2002 als Meister von 2001